# John Farrow
John Villiers Farrow (ur. 10 lutego 1904 w Sydney, zm. 28 stycznia 1963 w Los Angeles) – australijsko–amerykański scenarzysta, producent i reżyser. Ojciec aktorki Mii Farrow.
Spędzając znaczną część swojej kariery w Stanach Zjednoczonych, w 1942 został nominowany do Oscara za najlepszą reżyserię dramatu sensacyjnego Wake Island (1942) i otrzymał Oscara za najlepszy scenariusz adaptowany do filmu W 80 dni dookoła świata (1956) wspólnie z Jamesem Poe i S.J. Perelmanem. 
W 1953 został odznaczony Orderem Imperium Brytyjskiego. Otrzymał także Order Zakonu Rycerskiego Grobu Bożego w Jerozolimie z rąk papieża Piusa XI.
8 lutego 1960 otrzymał własną gwiazdę w Alei Gwiazd w Los Angeles znajdującą się przy 6304 Hollywood Boulevard.

## Życie prywatne
Urodził się w Marrickville, przedmieściu Sydney jako syn Lucy Villiers (z domu Savage; 1881–1907), krawcowej, i Joseph Farrow (1880–1925), krawca. Jego rodzina była pochodzenia angielskiego. 
Po nieudanym małżeństwie z Felice Lewin w 1936 poślubił aktorkę Maureen O’Sullivan. Ich związek trwał do śmierci Farrowa w 1963. Mieli siedmioro dzieci; cztery córki: Mia (ur. 1945), Prudence (ur. 1948), Stephanie (ur. 1949), Tisa (ur. 1951) oraz trzech synów: Michael (ur. 1939, zm. 1958), Patrick (ur. 1942, zm. 2009), John (ur. 1946). Wszystkie córki związały się z branżą filmową, jednak tylko Mia zrobiła wielką karierę.
John Farrow zmarł nagle na zawał serca na dwa tygodnie przed 59. urodzinami.

## Wybrana filmografia
- Bunt na Bounty (1935) – scenariusz
- W 80 dni dookoła świata (1956) – scenariusz
- Ucieczka Tarzana (1936) – reżyseria, scenariusz
- Komandosi atakują o świcie (1942) – reżyseria
- Wake Island (1942) – reżyseria
- Wielki zegar (1948) – reżyseria
- Jego typ kobiety (1951) – reżyseria wspólnie z Richardem Fleischerem
- Jedź, kowboju (1953) – reżyseria
- Hondo (1953) – reżyseria
- Morski pościg (1955) – reżyseria
- Powrót z wieczności (1956) – reżyseria
- John Paul Jones (1959) – reżyseria